# Willy Ruß
Willy Ruß, eigentlich Willibald Ruß (* 7. Juli 1888 in Schönfeld, Egerland; † 27. Juli 1974 in Merkershausen), war ein österreich-sudetendeutscher Bildhauer und Keramiker.

## Leben

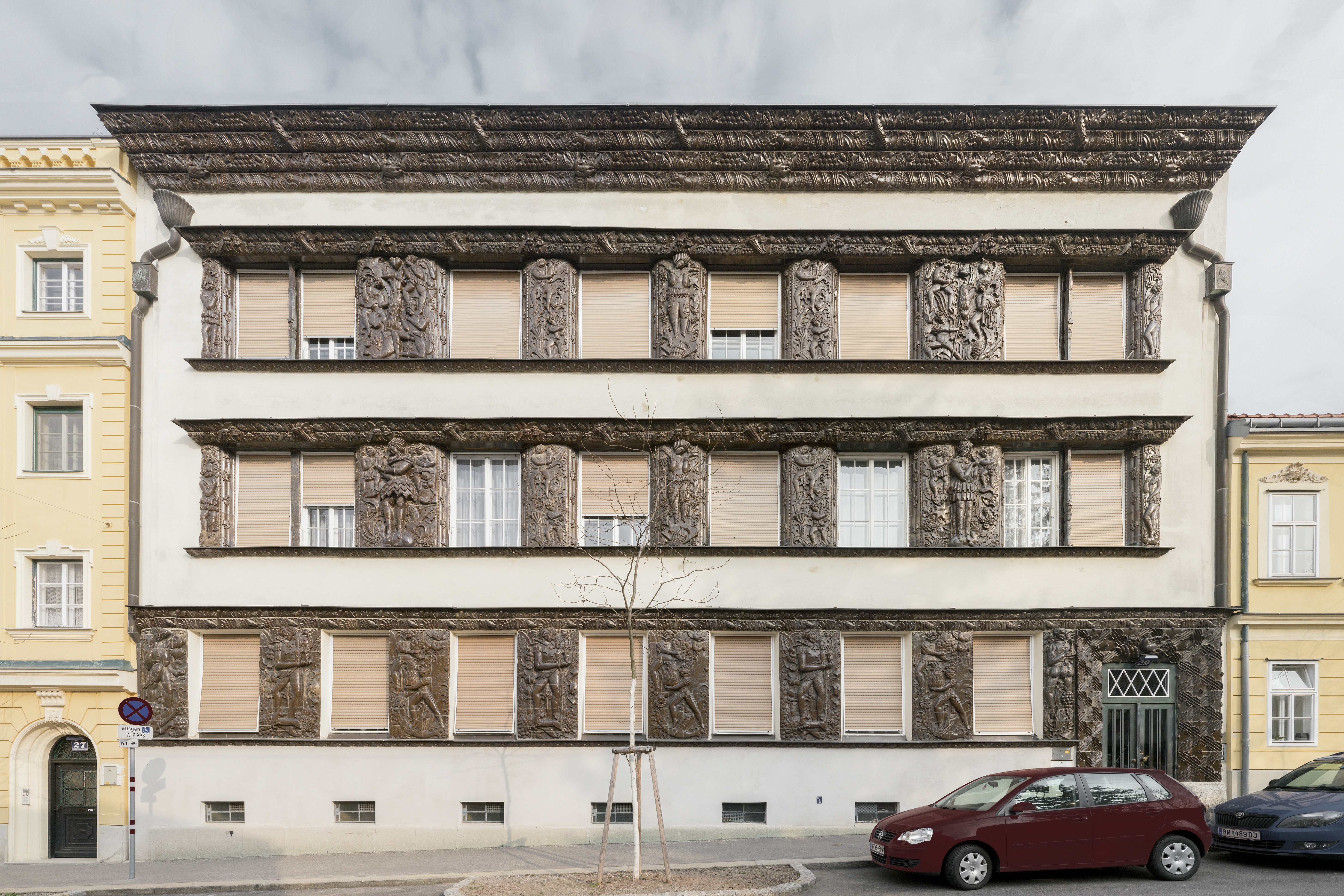
Schokoladenhaus in Wien-Hietzing

Er wurde als Sohn des Musikers Josef Ruß und dessen Ehefrau Marie geb. Keßler im Haus Schönfeld Nr. 58 geboren und am 9. Juli 1888 römisch-katholisch getauft. Nach Besuch der Fachschule für Keramik in Teplitz-Schönau studierte Ruß Bildhauerei an der Wiener Kunstgewerbeschule. Ab 1906 arbeitete er für die Wiener Werkstätte und ab 1910 als freischaffender Künstler in Wien. Für die dortigen Werkstätten Karau fertigte er zahlreiche Keramikentwürfe an. Der Architekt Ernst Lichtblau zog ihn für keramische Bauplastiken und Fassadengestaltungen heran – etwa beim heute denkmalgeschützten Schokoladenhaus in Wien-Hietzing. Nach der Heirat mit Anna Ruppert kehrte er nach Schönfeld zurück und eröffnete eine keramische Werkstatt. Ruß schuf Gebrauchskeramik und Figuren im Stil des Art déco, Kruzifixus- und Mariendarstellungen, aber auch Entwürfe für Denkmäler, etwa das Goethe-Denkmal von Marienbad. 1918 erlebte er die Bildung der Tschechoslowakei und im Oktober 1938 die Eingliederung seiner Heimatstadt in den neugebildeten Reichsgau Sudetenland des Deutschen Reiches.
Nach dem Zweiten Weltkrieg wurde Willy Ruß 1946 mit seiner Familie aus der Tschechoslowakei nach Unterfranken vertrieben, wo er zunächst in Irmelshausen, dann ab 1955 in Kleinbardorf und schließlich ab 1963 in Merkershausen lebte. Finanzielle Engpässe und gesundheitliche Einschränkung ließen ihn bis zu seinem Tod 1974 nicht mehr an seine frühere Schaffensphase anknüpfen. Ruß war Mitglied des Berufsverbandes Bildender Künstler.

## Auszeichnungen
- 1954: Nordgau-Kulturpreis der Stadt Amberg[6]